# Òptim climàtic de l'Holocè
L'Òptim climàtic de l'Holocè (HCO) va ser un període càlid durant aproximadament l'interval entre 9.000 i 5.000 anys BP. També ha estat conegut per molts altres noms (en anglès) com Hypsithermal, Altithermal, Climatic Optimum, Holocene Optimum, Holocene Thermal Maximum, i Holocene Megathermal.
Aquest període càlid va ser seguit d'un descens gradual fins fa uns dos mil·lennis.

## Efectes mundials

Variació de temperatura en l'Holocè.

L'esdeveniment càlid de l'Holocè consistia en increments de fins a 4 °C prop del Pol Nord (en un estudi, l'escalfament hivernal va ser de 3 a 9 °C i a l'estiu de 2 a 6 °C al nord del centre de Sibèria). El nord-oest d'Europa va experimentar escalfament, però hi va haver refredament a l'Europa meridional. El canvi mitjà de temperatura sembla haver disminuït ràpidament amb la latitud i, essencialment, no es registra cap canvi en la temperatura mitjana a latituds baixes i mitjanes. Els esculls tropicals solen mostrar augments de temperatura inferiors a 1 °C; la superfície de l'oceà tropical a la Gran Barrera de Corall fa uns 5350 anys era 1 °C més càlida i enriquida en 18O per 0,5 per mil en relació amb l'aigua de mar moderna. En termes de la mitjana global, les temperatures probablement eren més càlides que ara (segons estimacions de dependència de latitud i estacionalitat en patrons de resposta). Mentre que les temperatures a l'hemisferi nord eren més càlides que la mitjana durant els estius, els tròpics i parts de l'hemisferi sud eren més freds que la mitjana.
De 140 llocs a l'oest de l'Àrtic, hi ha proves clares de condicions més càlides que ara en 120 llocs. En 16 llocs, on s'han obtingut estimacions quantitatives, les temperatures HTM locals van ser de mitjana 1,6 ± 0,8 °C més altes que ara. El nord-oest d'Amèrica del Nord tenia la màxima calidesa, d'11.000 a 9.000 anys enrere, i la capa de gel de Laurentide encara refredava el continent. El nord-est d'Amèrica del Nord va experimentar un escalfament màxim 4.000 anys més tard. Al llarg de la plana costanera àrtica a Alaska, hi ha indicis de temperatures estivals de 2-3 °C més calentes que les presents.
 La investigació indica que l'Àrtic tenia menys gel marí que el present.
Les actuals regions desèrtiques de l'Àsia central eren àmpliament boscoses a causa de les majors precipitacions, i els cinturons temperats de la Xina i el Japó es van estendre cap al nord.
Els sediments de l'Àfrica occidental també registren el "Període humit africà", un interval entre 16.000 i 6000 anys enrere, quan Africa estava molt més humida a causa de l'enfortiment del monsó africà pels canvis en la radiació estival resultant de variacions a llarg termini en l'òrbita de la Terra al voltant del sol. El "Sàhara Verd" estava esquitxat de nombrosos llacs que contenien fauna típica africana de cocodrils i hipopòtams. Un descobriment curiós dels sediments marins és que les transicions dins i fora del període humit es van produir en dècades, no en els períodes prolongats que es creia
. Es planteja la hipòtesi que els humans van tenir un paper en l'alteració de l'estructura vegetal del nord d'Àfrica després de 8.000 anys, quan van introduir animals domesticats, que van contribuir a la ràpida transició a les condicions àrides que es van trobar en molts llocs del Sàhara.
En l'hemisferi sud (Nova Zelanda) i Antàrtida, el període més càlid durant l'Holocè sembla haver estat aproximadament entre 8.000 i 10.500 anys, immediatament després del final de l'última glaciació.Fa 6000 anys, el temps normalment associat amb l'Òptim Climàtic de l'Holocè a l'Hemisferi Nord, havia arribat a temperatures similars a les actuals, i no participaven en els canvis de temperatura del nord. Tanmateix, alguns autors han utilitzat el terme "Holocene Climatic Optimum" per descriure també el primer període de calor del sud.
Una comparació dels perfils de delta a l'estació de Byrd, West Antarctica (2164 m de nucli de gel recuperat, 1968) i Camp Century, Nord-oest de Grenlàndia, mostra l'òptim climàtic de lHolocè.
 Els punts de correlació indiquen que, en aquests dos llocs, l'òptim climàtic òptim (òptim climàtic post glacial) probablement es va produir al mateix temps. Una comparació similar és evident entre els nuclis Dye 3 1979 i Camp Century 1963 respecte a aquest període.

## Cicles de Milanković

Cicles de Milanković.

Aquest esdeveniment climàtic va ser probablement un resultat de canvis predictibles en l'òrbita de la Terra (cicles de Milanković) i una continuació dels canvis que van provocar el final de l'últim període de glacial.
L'efecte hauria tingut la temperatura màxima de l'hemisferi nord fa 9.000 anys, quan la inclinació axial era de 24° i l'aproximació més propera al Sol (periheli) era durant l'estiu de l'hemisferi nord. El Forçant de Milanković calculat hauria proporcionat un 0,2% més de radiació solar (+40 W/m²) a l'Hemisferi Nord a lestiu, tendint a causar major escalfament.

## Altres canvis
Tot i que els canvis de temperatura significatius no semblen haver estat en els llocs de latituds més baixes, s'han notificat altres canvis climàtics, com ara condicions significativament més humides a Àfrica, Austràlia i Japó
i condicions semblants al desert en els Estats Units d'Amèrica del Nord-oest. Àrees al voltant de la Conca de l'Amazones mostren els augments de la temperatura i les condicions més seques.
.